# Рокурин итиро
Рокурин итиро (яп. 六輪一露, «Шесть кругов и одна росинка») — разработанная Компару Дзэнтику концепция, поясняющая природу театра но. Подробно описана драматургом в трактате «Рокурин итиро-но ки» (яп. 六輪一露之記, «Записи о шести кругах и одной росинке», 1456 год).
Дзэнтику считал, что истинный мастер театра но погружается в особые круги бытия:
- первый круг дзюрин («круг жизни») пуст внутри и символизирует правильное дыхание актёра, с помощью которого одно его песнопение плавно перетекает в другое;
- второй круг сюрин («круг высоты») с диаметром-вертикалью посередине обозначает чистое пение;
- третий круг дзюурин («круг обитания») с короткой вертикальной засечкой, обращённой внутрь круга, подразумевает, что в спектакле каждое движение и каждая произнесённая фраза пропитаны югэн;
- четвёртый круг дзорин («круг форм»), внутри которого располагается пейзаж, показывает, что актёр обитает среди всего существующего;
- пятый круг харин («круг взрыва»), разбитый слегка выходящими за границы восемью диагоналями на сегменты, символизирует прорыв к просветлению;
- шестой круг курин («круг пустоты»), визуально аналогичный первому, констатирует, что когда актёр достигает совершенства, он тем самым возвращается к началу.

Дзюрин
Сюрин
Дзюурин
Дзорин
Харин
Курин

«Одна росинка» же в представлении Компару — вопрошающий дух, изображаемый в виде меча. По словам доктора искусствоведения Н. Г. Анариной, «эти казалось бы отвлечённые построения Дзэнтику имели огромную практическую важность. Они указывали, как и трактаты Дзэами, современникам и потомкам, что актёр должен не только освоить технические навыки ремесла, но развиться духовно, воссоединиться с силами и энергиями Абсолюта и показать это зримо в спектакле».